# Divertimento (novela)
Divertimento es una novela del escritor argentino - francés Julio Cortázar. La obra fue escrita en 1949 y recién se publicó en 1986, dos años después de la muerte del escritor.

## Argumento
La narración está contada por Insecto, alter ego del autor, que es amigo de un grupo formado por el pintor surrealista Renato Lozano y su hermana Susana; los hermanos Jorge y Marta Vigil; y las hermanas Dinar, Laura y Moña.
Todos ellos se reúnen en Vive como puedas, un sitio en el que hablan de literatura, pintura y música, temas que recorren toda la novela. El lugar de reunión, en cierta forma, preanuncia el Club de la Serpiente, de Rayuela.